# Nihonhimea
Nihonhimea é um gênero de aranhas da família Theridiidae.
Foi descrito pela primeira vez em 2016 por Yoshida, com Nihonhimea japonica como espécie-tipo.
O gênero apresenta grande semelhança com Achaearanea e Parasteatoda. Nihonhimea foi distinguido de Parasteatoda com base na estrutura dos órgãos genitais, assim como nos padrões de cores.

## Espécies
Em 2024, o gênero possuía 7 espécies aceitas:
- Nihonhimea brookesiana (Barrion & Litsinger, 1995)
- Nihonhimea indica (Tikader, 1977)
- Nihonhimea japonica (Bösenberg & Strand, 1906)
- Nihonhimea mundula (L. Koch, 1872)
- Nihonhimea mundula papuana (Chrysanthus, 1963)
- Nihonhimea tesselata (Keyserling, 1884)
- Nihonhimea tikaderi (Patel, 1973)